# Giovanni Pinarello
Giovanni Pinarello, né le 10 juillet 1922 à Villorba (Vénétie) et mort le 4 septembre 2014, est un coureur cycliste italien, professionnel de 1946 à 1953.

## Palmarès
- 1941
  - Giro del Piave
- 1942
  - La Popolarissima
- 1947
  - 2e de Milan-Turin
- 1948
  - 3e étape du Tour des Dolomites
  - 2e du Tour des Dolomites
- 1950
  - Coppa Barbieri
  - Coppa Lepori
  - 3e du Trophée Matteotti
- 1951
  - 2e du Milan-Modène

## Résultats sur les grands tours

### Tour d'Italie
2 participations
- 1949 : 56e
- 1951 : 75e